# رائدة حمرا
رائدة فتحي حمرا (29 أكتوبر 1988 - ) إعلامية أردنية أميركية، ولدت في الكويت لعائلة من مدينة طولكرم الفلسطينية، تعمل مذيعة أخبار ومقدمة برامج في عدد من القنوات العربية والدولية منها قناة رؤيا الفضائية الأردنية وراديو سوا الأميركي في العاصمة الأمريكية واشنطن، وهي حاصلة على عدد من الجوائز العربية والعالمية المرموقة في المجال الصحفي والإعلامي.

## نشأتها
ولدت رائدة فتحي حمرا بتاريخ 29 أكتوبر 1988 في دولة الكويت لعائلة من مدينة طولكرم الفلسطينية. تلقت تعليمها في مدارس الكويت الخاصة حتى المرحلة المتوسطة، ثم انتقلت مع عائلتها إلى الأردن لتكمل دراستها الثانوية هناك في تخصص إدارة المعلومات.

## تحصيلها الأكاديمي
حصلت على درجة البكالوريوس في الصحافة بتخصص الإذاعة والتلفزيون، ودبلوم في العلوم سياسية من جامعة اليرموك في شمال الأردن عام 2009 بدرجة جيد جدا، كما حصلت على درجة الماجستير في الإعلام الحديث من معهد الإعلام الأردني في الجامعة الأردنية عام 2014 بتقدير جيد جدًا. بالإضافة الى حصولها على شهادة علمية جديدة في تخصص ادراة العدالة والأمن القومي في الولايات المتحدة من كلية نوفا في ولاية فيرجينيا الأمريكية بتقدير امتياز مع مرتبة الشرف.

## مسيرتها المهنية في الأردن
بدأت حياتها المهنية في العمل مراسلةً ومذيعة إخبارية ومقدمة برامج لعدد من القنوات الأردنية والعراقية والإماراتية في العاصمة عمّان، كما عملت رئيسة لقسم التحقيقات الاستقصائية في قناة رؤيا الفضائية الأردنية، وعملت مقدمة لبرنامج «البُعد الرابع» للتحقيقات الاستقصائية في رؤيا، ومراسلة لراديو سوا الأميركي في الأردن عام 2013 وحتى عام 2014.

## مسيرتها المهنية في الولايات المتحدة
في عام 2015، انتقلت حمره من عمّان إلى العاصمة الأميركية واشنطن لتعمل مذيعة أخبار في راديو سوا الأميركي، قدمت خلال عملها تقارير ميدانية مصورة تعكس قصصًا لعرب أمريكا، ولأهم المعالم الأثرية والسياسة والاقتصادية في العاصمة واشنطن، بالإضافة إلى تغطية مباشرة للانتخابات الرئاسية الأميركية لعام 2016 والمناظرات السياسية بين المتنافسين لرئاسة البيت الأبيض، واستطلاع مطالب وأراء العرب الأميركية حيال المرشحين للرئاسة الأميركية، بالإضافة إلى تقديمها لتغطية مباشرة عبر راديو سوا - الذي تصل موجاته إلى كافة الدول العربية - لليلة فوز الرئيس الأمريكي دونالد ترامب على منافسته إلى البيت الابيض هيلاري كلينتون. عام 2023 اطلقت رائدة شركتها الخاصة واسمها حمره الإنتاج الاعلامي في الولايات المتحدة https://hamramediaproduction.us/ ، واحتوت الشركة على عدة منصات على السوشال ميديا العربية والأمريكية .https://www.instagram.com/hamramedia/ و https://www.youtube.com/@HamraMediaProduction.

## جوائزها

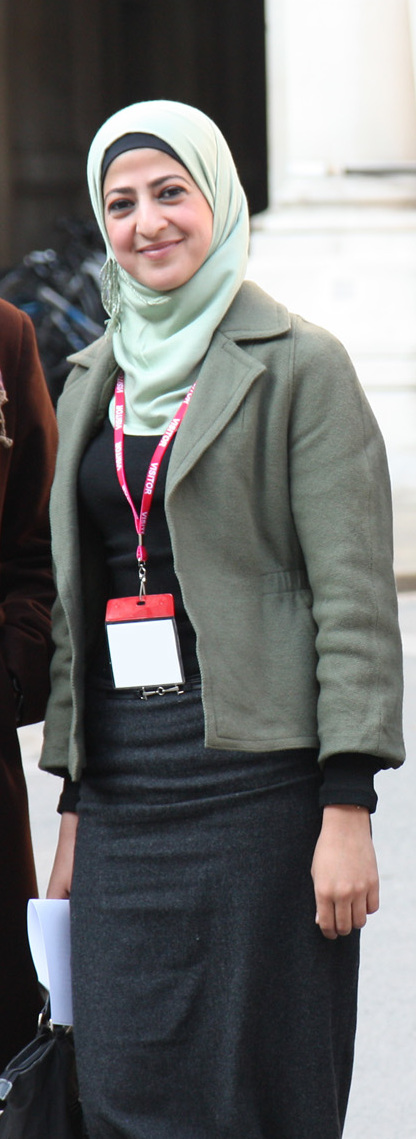
رائدة حمرا خلال حصولها على جائزة ثومسون رويترز للصحافة في لندن عام 2011.

- حصلت على المركز الأول لجائزة ثومسون رويترز الدولية البريطانية عن فئة التحقيقات المتلفزة لعام 2011، وذلك خلال عملها مع قناة رؤيا الفضائية، وقد كرمت في بريطانيا كأول صحفية عربية أردنية تنال هذه الجائزة.[9][10]
- حصلت عام 2011 على المركز الأول لجائزة شبكة أريج للصحافة الاستقصائية عن تحقيقها بعنوان «الهاشمية فوضى المال والبيئة».[11]
- نالت عام 2012 جائزة شبكة أريج عن أفضل تحقيق استقصائي متلفز حمل عنوان «ارميمين أسيرة التلوث» من إعدادها وتقديمها.
- نالت جائزة أفضل تقرير عربي للتوعية بخطورة سرطان الثدي لعام 2012 قامت بتكريمها سمو الأميرة دينا مرعد مؤسس ومدير عام مركز الحسين للسرطان.
- نالت جائزة أفضل تحقيق استقصائي لعام 2013 عن تحقيقها الإقليمي - تم تصويره بين الأردن والإمارات - والذي حمل عنوان «شبح البلقاء»، كشف التحقيق عن عملية نصب تمت بين مسؤولين كبار لفتح جامعة وهمية أردنية في ثلاث إمارات بدولة الإمارات، تم إغلاق تلك الجامعات التي فضحها التحقيق وكشف عن خباياها ومن يقف ورائها.
- أعدت وقدمت – عبر قناة رؤيا - تحقيق «سماسرة وطن» يتحدث عن الانتخابات النيابية الأردنية، والذي كشفت فيه حمره عن عمليات بيع وشراء وتزوير اصوات ناخبين أردنيين في تلك الانتخابات التي أجريت عام 2013.

## أبرز عضوياتها
- عضو في نادي الصحافة الوطني (National Press Club) في واشنطن عام 2014.
- عضو في مجلس الأعمال العربي الأميركي (Arab American Business Council) في العاصمة واشنطن.
- عضو في المعهد العربي الأميركي (Arab American Institute) في العاصمة واشنطن.

## أبحاثها العلمية
حملت رسالتها لدرجة الماجستير عنوان «تلقي وتحقق القنوات الإخبارية من التحقيقات المنسوبة للجماعات الإسلامية المسلحة في فترة الربيع العربي»، وقد نشر البحث باللغتين العربية والإنجليزية.